# Grand Prix 2
Grand Prix 2 è un simulatore di guida creato da Geoff Crammond e pubblicato dalla Microprose in Europa e in America nell'estate del 1996. Grand Prix 2 è il seguito di Formula One Grand Prix (pubblicato nel 1992) ed è stato seguìto da Grand Prix 3, uscito nel 2000, e Grand Prix 4, uscito nel 2002.

## Caratteristiche
Grand Prix 2 è ambientato durante la stagione 1994 di Formula 1, e rispetto al predecessore (Formula One Grand Prix) presenta diverse novità: fra le più importanti si possono citare il nuovo motore grafico, più realistico e dotato di supporto SVGA; una intelligenza artificiale migliorata; la licenza ufficiale della FIA, che permette la presenza di piloti, scuderie, sponsor e circuiti realmente esistenti. Infine è possibile scambiare, con altri utenti, i file relativi ai replay delle gare, i settaggi delle auto oltre che le texture che ricoprono le vetture.

### Modalità di gioco
- Allenamento su un circuito: permette di impratichirsi su una singola pista a scelta del giocatore, percorrendovi giri ad oltranza senza avversari;
- Gara Veloce: permette un approccio rapido e senza regolamenti;
- Gara Singola: affronta un intero weekend di gara in uno dei 16 circuiti presenti nel Campionato '94 e le relative sessioni, scegliendo i vari settaggi della propria vettura;
- Campionato del Mondo: permette di partecipare all'intero campionato del mondo di F1 1994.

### Piloti e scuderie
| Scuderia                  | #  | Piloti                |
| ------------------------- | -- | --------------------- |
| Rothmans Williams Renault | 0  | Damon Hill            |
| Rothmans Williams Renault | 2  | David Coulthard       |
| Tyrrell Yamaha            | 3  | Ukyō Katayama         |
| Tyrrell Yamaha            | 4  | Mark Blundell         |
| Mild Seven Benetton Ford  | 5  | Michael Schumacher    |
| Mild Seven Benetton Ford  | 6  | Jos Verstappen        |
| Marlboro McLaren Peugeot  | 7  | Mika Häkkinen         |
| Marlboro McLaren Peugeot  | 8  | Martin Brundle        |
| Arrows Footwork Ford      | 9  | Christian Fittipaldi  |
| Arrows Footwork Ford      | 10 | Gianni Morbidelli     |
| Team Lotus Mugen Honda    | 11 | Alessandro Zanardi    |
| Team Lotus Mugen Honda    | 12 | Johnny Herbert        |
| Jordan Hart               | 14 | Rubens Barrichello    |
| Jordan Hart               | 15 | Eddie Irvine          |
| Larrousse Ford            | 19 | Olivier Beretta       |
| Larrousse Ford            | 20 | Érik Comas            |
| Minardi Ford              | 23 | Pierluigi Martini     |
| Minardi Ford              | 24 | Michele Alboreto      |
| Ligier Renault            | 25 | Éric Bernard          |
| Ligier Renault            | 26 | Olivier Panis         |
| Ferrari                   | 27 | Jean Alesi            |
| Ferrari                   | 28 | Gerhard Berger        |
| Sauber Mercedes           | 29 | Andrea De Cesaris     |
| Sauber Mercedes           | 30 | Heinz-Harald Frentzen |
| Simtek Ford               | 31 | David Brabham         |
| Simtek Ford               | 32 | Jean-Marc Gounon      |
| Pacific Racing Ilmor      | 33 | Paul Belmondo         |
| Pacific Racing Ilmor      | 34 | Bertrand Gachot       |

### Circuiti
| Gara | Gran Premio                  | Circuito                         | Sede                 |
| ---- | ---------------------------- | -------------------------------- | -------------------- |
| 1    | Gran Premio del Brasile      | Autodromo José Carlos Pace       | San Paolo            |
| 2    | Gran Premio del Pacifico     | TI Circuit                       | Aida                 |
| 3    | Gran Premio di San Marino    | Autodromo Enzo e Dino Ferrari    | Imola                |
| 4    | Gran Premio di Monaco        | Circuito di Monte Carlo          | Monte Carlo          |
| 5    | Gran Premio di Spagna        | Circuito di Barcellona-Catalogna | Barcellona           |
| 6    | Gran Premio del Canada       | Circuit Gilles Villeneuve        | Montréal             |
| 7    | Gran Premio di Francia       | Circuit de Nevers Magny-Cours    | Magny-Cours          |
| 8    | Gran Premio di Gran Bretagna | Silverstone Circuit              | Silverstone          |
| 9    | Gran Premio di Germania      | Hockenheimring                   | Hockenheim           |
| 10   | Gran Premio d'Ungheria       | Hungaroring                      | Mogyoród             |
| 11   | Gran Premio del Belgio       | Circuito di Spa-Francorchamps    | Francorchamps        |
| 12   | Gran Premio d'Italia         | Autodromo Nazionale Monza        | Monza                |
| 13   | Gran Premio del Portogallo   | Autódromo do Estoril             | Estoril              |
| 14   | Gran Premio d'Europa         | Circuito Permanente de Jerez     | Jerez de la Frontera |
| 15   | Gran Premio del Giappone     | Suzuka Circuit                   | Suzuka               |
| 16   | Gran Premio d'Australia      | Adelaide Street Circuit          | Adelaide             |